# Fortaleza de Prizren
La fortaleza de Prizren (en albanés: Каlаја e Prizrenit; en serbio: Призренски град, romanizado: Prizrenski grad) es una fortificación en la cima de una colina en Prizren en Kosovo. Tiene vistas al río Prizren que fluye a través de Prizren, que se desarrolló alrededor de la fortaleza. El sitio de la fortaleza de Prizren ha sido habitado y utilizado desde la Edad del Bronce (c. 2000). En la antigüedad tardía era parte del sistema de fortificación defensivo en el oeste de Dardania y fue reconstruido en la era del emperador bizantino Justiniano I. El dominio bizantino en la región terminó definitivamente en 1219-1220 cuando la Casa de Nemanjić controló la fortaleza hasta 1371.
Desde 1371, una serie de gobernantes feudales regionales llegaron a controlar Prizren y su fortaleza: Balšić, Dukagjini, Hrebeljanović y finalmente Branković, a menudo con apoyo otomano. El Imperio otomano asumió el control directo después de 1450 y con el tiempo convirtió el fuerte en un bastión central en el Eyalato de Rumelia. Gran parte de la fortaleza moderna data de la fase de reconstrucción del siglo xviii.
La fortaleza está situada en una colina dominante en la parte este de la ciudad de Prizren, ubicada en una posición estratégica, contorneada con líneas que siguen rasgos distintivos de la morfología natural del terreno. Las excavaciones arqueológicas se llevaron a cabo en 1969 y luego nuevamente en 2004 y 2009-2011. Dieron como resultado el descubrimiento de la infraestructura, que incorpora murallas reforzadas con torres, casamatas, pasillos laberínticos, depósitos y otras habitaciones y viviendas interiores que lo acompañan. Fue declarado Monumento Cultural de Excepcional Importancia en 1948.